# Flock-1
Flock-1 é uma constelação de satélites CubeSat lançada a 9 de janeiro de 2014 . O satélite é construído em corpo de CubeSat e cada constelação consiste em 28 satélites. Todos os instrumentos são alimentados por células fotovoltaicas montadas no corpo do satélite e em três asas que  fornecem aproximadamente 20 watts de potência máxima.

## Lançamento
A constelação Flock-1 foi lançada da Mid-Atlantic Regional Spaceport, Ilha Wallops, em 9 de janeiro de 2014 pelo foguete Antares 120 . Os satélites foram  na Estação Espacial Internacional (ISS) de 11 de fevereiro de 2014 a 28 de fevereiro de 2014.
Outra constelação como esta foi lançada em janeiro de 2015 num veículo de lançamento Falcon 9 .

## Missão
O Satélite tem como missão os serviçoes comerciais de observação da Terra . Como tal, todos satélites estão equipados com uma camera com capacidade de 3 a 5 m de resolução do solo.  Os detalhes sobre os serviços em particular nunca foram divulgados,